# مورگان ریسر
مورگان ریسر (انگلیسی: Morgan Reeser؛ زادهٔ november ۱۴, ۱۹۶۲ (۶۲ سال)) قایقران اهل ایالات متحده آمریکا است.